# 第五号掃海艇
|          | |
| 艦歴     | |
| 計画     | 大正12年度計画 |
| 起工     | 1928年3月25日 |
| 進水     | 1928年10月30日 |
| 竣工     | 1929年2月25日 |
| その後   | 1944年11月4日雷撃により沈没                                                                                         |
| 除籍     | 1945年3月10日 |
| 性能諸元 | |
| 排水量   | 基準：620トン 公試：717トン                                                                                         |
| 全長     | 77.00m |
| 全幅     | 8.25m |
| 吃水     | 2.25m |
| 機関     | ロ号艦本式缶（石炭専焼）2基 3気筒3段膨張レシプロ2基 2軸、4,000馬力                                                  |
| 速力     | 21.0ノット |
| 航続距離 | 14ノットで2,000海里                                                                                                 |
| 燃料     | 石炭：150トン |
| 乗員     | 91名 |
| 兵装     | 45口径三年式12cm砲 2門 40口径三年式8cm高角砲 単装1門 九一式爆雷投射機2基 爆雷投下台 爆雷18個 掃海具、または機雷50個 |

第五号掃海艇（だいごごうそうかいてい）は、日本海軍の掃海艇。第五号型掃海艇の1番艦。海軍省が定めた艦艇類別等級別表では第一号型に含まれる。

## 艦歴
1928年（昭和3年）3月25日、三井物産造船部玉工場で起工。同年10月30日進水。1929年（昭和4年）2月25日に竣工。第五号掃海艇と命名され、掃海艇に類別。
1937年（昭和12年）から1939年（昭和14年）まで日中戦争において華中の作戦に参加。太平洋戦争では、南方侵攻作戦、船団護衛に従事。1944年（昭和19年）11月4日、マラッカ海峡でイギリス潜水艦「テラピン」の雷撃を受け沈没。1945年（昭和20年）3月10日に除籍。

## 歴代艇長
※艦長等は『日本海軍史』第9巻・第10巻の「将官履歴」及び『官報』に基づく。
艤装員長
- 有田貢 大尉：1928年11月1日[5] -

艇長
- 有田貢 大尉：1929年2月25日[6] - 1929年11月1日[7]
- 北村昌幸 大尉：1929年11月1日 - 1931年10月12日
- 西川一男 大尉：1931年10月12日[8] - 1932年12月1日[9]
- 磯久研磨 大尉：1932年12月1日 - 1933年5月20日
- 今里義光 大尉：1933年5月20日[10] - 1933年11月1日[11]
- 白浜政七 大尉：1933年11月1日 - 1934年11月1日
- 阿部徳馬 大尉：1934年11月1日[12] - 1935年11月15日[13]
- 広瀬弘 少佐：1935年11月15日[13] - 1936年12月1日[14]
- 岡戸靖彦 少佐：1936年12月1日[14] - 1938年2月26日[15]
- 梶原正見 少佐：1938年2月26日[15] - 1938年7月11日
- （兼）富田捨造 少佐：1938年7月11日 - 1938年7月28日
- （兼）岡戸靖彦 少佐：1938年7月28日[16] - 1938年8月10日[17]
- 氏家忠三 大尉：1938年8月10日[17] - 1938年11月5日[18]
- 樋口信夫 少佐：1938年11月5日[18] -
- 加茂喜代之 少佐：不詳 - 1940年1月25日[19]
- 柴山一雄 少佐：1940年1月25日[19] - 1940年10月15日[20]
- 森新一 大尉：1940年10月15日[21] - 1941年9月10日[22]
- 小梨三郎 予備大尉：1941年9月10日[22] -